# Распространённость химических элементов

Таблица происхождения тяжёлых элементов

Распространённость химических элементов — мера того, как распространены или редки элементы по сравнению с другими элементами в описываемой среде.

## Описание

Распространённость химических элементов в Солнечной системе. Водород и гелий являются наиболее распространенными элементами, оставшимися после Большого взрыва. Следующие три элемента (Li, Be, B) относительно редки, потому что их мало синтезировано в Большом Взрыве, а также в недрах звезд. Два общих фактора относительно распространённости других элементов — это чередование обилия элементов в зависимости от того, имеют ли они чётные или нечётные атомные номера, элементы с чётными номерами более обильны, и общее уменьшение обилия с увеличением атомного номера. При этом наблюдается пик распространённости железа и никеля из-за наибольшей энергии связи нуклонов в этих ядрах, что особенно наглядно на полулогарифмическом графике.

Распространённость в различных случаях могут измерять массовой долей (массовым процентом), мольной долей (атомным процентом) или объёмной долей. Распространённость химических элементов часто представляется кларками.
Например, массовая доля распространённости кислорода в воде составляет около 89 %, потому что это доля массы воды, которая приходится на кислород. Однако, мольная доля распространённости кислорода в воде только 33 %, потому что только 1 из 3 атомов в молекуле воды является атомом кислорода. Во Вселенной в целом, и в атмосферах газовых планет-гигантов, таких как Юпитер, массовая доля распространенности водорода и гелия около 74 % и 23—25 % соответственно, в то время атомная мольная доля элементов ближе к 92 % и 8 %.
Однако, так как водород является двухатомным газом, а гелий — одноатомным, в условиях внешней атмосферы Юпитера, молекулярная мольная доля водорода составляет около 86 %, а гелия — 13 %.
| Элемент | Порядковый номер | Распространённость (по числу атомов) | Концентрация (по массе) |
| ------- | ---------------- | ------------------------------------ | ----------------------- |
| H       | 1                | 2,66·1010                            | 0,774                   |
| He      | 2                | 1,8·109                              | 0,208                   |
| N       | 7                | 2,31·106                             | 9,3·10−4                |
| C       | 6                | 1,11·107                             | 3,8·10−3                |
| O       | 8                | 1,84·107                             | 8,5·10−3                |
| Ne      | 10               | 2,6·106                              | 1,5·10−3                |
| Na      | 11               | 6,0·104                              | 4,0·10−5                |
| Mg      | 12               | 1,06·106                             | 7,4·10−4                |
| Al      | 13               | 8,5·104                              | 6,6·10−5                |
| Si      | 14               | 1,0·106                              | 8,1·10−4                |
| S       | 16               | 5,0·105                              | 4,6·10−4                |
| Ar      | 18               | 1,06·105                             | 1,1·10−4                |
| Ca      | 20               | 6,25·104                             | 7,2·10−5                |
| Cr      | 24               | 1,27·104                             | 1,9·10−5                |
| Mn      | 25               | 9,3·103                              | 1,5·10−5                |
| Fe      | 26               | 9,0·105                              | 1,4·10−3                |
| Ni      | 28               | 4,78·104                             | 8,1·10−5                |